# カイリー・ミノーグ (アルバム)
『カイリー・ミノーグ』（Kylie Minogue）は、1994年にリリースされたカイリー・ミノーグの5枚目のスタジオ・アルバムである。

## 概要
自身の名前を冠したこの5枚目のスタジオ・アルバムはストック・エイトキン・ウォーターマンの手を離れ制作された初めてのアルバムである。プロデューサーにはブラザーズ・イン・リズムやM Peopleを起用。このアルバムは全英で4位、オーストラリアで3位をマークした。
日本盤 (BVCP-751) はスリーブケース仕様となっており、8枚折のフォトカードが同梱されていた。なお、カードの写真はフォトグラファーのエレン・ヴォン・アンワースによるものである。
2003年にはボーナス・ディスクを同梱したスペシャル・エディションがリリースされた。
現在までに全世界では100万枚近いセールスを記録している。

## 楽曲
このアルバムからは3枚のシングルが生まれた（「コンファイド・イン・ミー」「プット・ユアセルフ・イン・マイ・プレイス」「ホエア・イズ・ザ・フィーリング」）。当初「タイム・ウィル・パス・ユー・バイ」が第4弾シングルとしてカットされる計画があったが、ニック・ケイヴとの「野薔薇」をリリースすることになったためキャンセルされた。なお、イギリス、オーストラリア等では「コンファイド・イン・ミー」が本アルバムからのファースト・シングルであったが、日本のみ「ホエア・イズ・ザ・フィーリング」がファースト・シングルとして1994年10月21日に発売された。
「ホエア・イズ・ザ・フィーリング」は、作曲者であるJayn Hannahがヴォーカルを務めていたユニット、WITHIN A DREAMが1993年に発表した楽曲のカヴァーである。
「フォーリング」はペット・ショップ・ボーイズがソングライティングを手掛けているが、アレンジは彼らが制作したデモと大幅に異なっており、それについてメンバーのニール・テナントは「彼女のために、アップテンポのディスコソングを書いたのに、出来上がったのは何かさめた雰囲気の曲で、メロディーも取り除かれていて・・・だからあまり気を良くしていなくてね」と語っている。なお、ペット・ショップ・ボーイズのデモ・ヴァージョンは彼らのアルバム『ヴェリー』の、2001年にリリースされた再発盤に『Falling (Demo for Kylie)』として収録されている。
「ナッシング・キャン・ストップ・アス」は、イギリスの音楽ユニット、セイント・エティエンヌのカヴァー曲である。セイント・エティエンヌのメンバーとは本アルバムに向けてオリジナル楽曲も制作したが、発表はされなかった。
「ラヴ・イズ・ウェイティング」は、日本盤ボーナストラックとして収録されたバージョンと、2003年リリースのスペシャル・エディションに収録されたバージョンとではヴォーカル・トラックが異なり、CDには記載されていないものの、2003年度版は"(Alternate Vocal)"とサブバージョン名が記されている。

## 収録曲
| #   | タイトル                                                               | 作詞・作曲                                          | プロデューサー                 | 時間 |
| --- | ---------------------------------------------------------------------- | --------------------------------------------------- | ------------------------------ | ---- |
| 1.  | 「コンファイド・イン・ミー」(Confide in Me)                            | Steve Anderson、Dave Seaman、Owain Barton           | Brothers in Rhythm             | 5:51 |
| 2.  | 「サレンダー」(Surrender)                                              | Gerry DeVeaux、Charlie Mole                         | DeVeaux、John Waddle、Tim Bran | 4:25 |
| 3.  | 「イフ・アイ・ワズ・ユア・ラヴァー」(If I Was Your Lover)              | Jimmy Harry                                         | Harry                          | 4:45 |
| 4.  | 「ホエア・イズ・ザ・フィーリング」(Where Is the Feeling?)              | Wilf Smarties、Jayn Hanna                           | Brothers in Rhythm             | 6:59 |
| 5.  | 「プット・ユアセルフ・イン・マイ・プレイス」(Put Yourself in My Place) | Harry                                               | Harry                          | 4:54 |
| 6.  | 「デンジャラス・ゲーム」(Dangerous Game)                               | Anderson、Seaman                                    | Brothers in Rhythm             | 5:30 |
| 7.  | 「オートマチック・ラヴ」(Automatic Love)                               | カイリー・ミノーグ、Inga Humpe、The Rapino Brothers | Brothers in Rhythm             | 4:45 |
| 8.  | 「ホエア・ハズ・ザ・ラヴ・ゴーン」(Where Has the Love Gone?)           | Alex Palmer、Julie Stapleton                        | Pete Heller、Terry Farley      | 7:46 |
| 9.  | 「フォーリング」(Falling)                                              | ニール・テナント、クリス・ロウ                      | Heller、Farley                 | 6:43 |
| 10. | 「タイム・ウィル・パス・ユー・バイ」(Time Will Pass You By)            | Dino Fekaris、Nick Zesses、John Rhys                | M People                       | 5:26 |

| #   | タイトル                                                    | 作詞・作曲                            | プロデューサー         | 時間 |
| --- | ----------------------------------------------------------- | ------------------------------------- | ---------------------- | ---- |
| 11. | 「ラヴ・イズ・ウェイティング」(Love Is Waiting)             | Mike Percy、Tim Lever、Tracy Ackerman | Brothers in Rhythm     | 4:52 |
| 12. | 「ナッシング・キャン・ストップ・アス」(Nothing Can Stop Us) | Bob Stanley、Pete Wiggs               | セイント・エティエンヌ | 4:06 |